# Melanie Leupolz
Melanie Leupolz (født 14. april 1994) er en tysk professionel fodboldspiller, der spiller som midtbanespiller for Chelsea i FA Women's Super League og for Tyskland. Hun har tidligere spillet for Bayern München og Freiburg i Bundesligaen.

## Landshold
Leupolz har spillet på flere af de tyske ungdomshold, og hun debuterede på A-landsholdet i juni 2013 i en venskabskamp forud for EM-slutrunden 2013, og efterfølgende kom hun med til slutrunden, hvor hun spillede i fire af Tysklands kampe, heriblandt finalen mod Sverige. Tyskland vandt finalen 1-0 og blev dermed europamester.
Hun var med igen, da Tyskland spillede ved VM-slutrunden 2015, hvor holdet blev nummer fire.
Leupolz var igen med, da Tyskland deltog ved OL 2016 i Rio de Janeiro. Her spillede hun alle kampe for holdet, der akkurat gik videre fra indledende runde, men derfra gik holdet hele vejen og vandt guld efter en finalesejr på 2-1 over Sverige.
Hun har pr. 6. maj 2022 spillet 75 A-landsholdskampe og scoret 13 mål.